# Cyril Stiles
Cyril Stiles   (Pietermaritzburg, 10 d'octubre de 1904 - valor desconegut, 5 de març de 1985) fou un remer neozelandès que va competir durant les dècades de 1920 i 1930.
El 1932 va prendre part en els Jocs Olímpics de Los Angeles, on disputà dues proves del programa de rem. Guanyà la medalla de plata en la prova del dos sense timoner, formant parella amb Fred Thompson, mentre en la prova del vuit amb timoner quedà eliminat en sèries.
En el seu palmarès també destaca una medalla de bronze als Jocs de l'Imperi Britànic de 1938.